# Shamil Sabírov

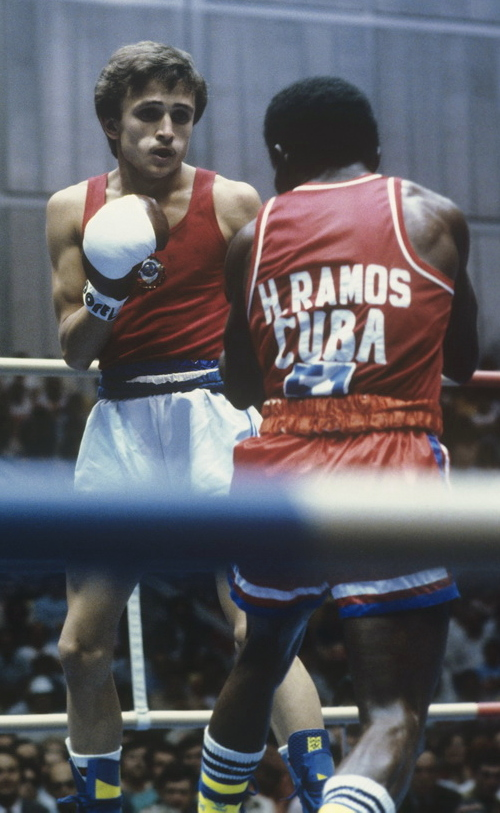
Shamil Sabirov vs Hipólito Ramos 1980

Shamil Altáievich Sabírov (del ruso: Шамиль Алтаевич Сабиров) es un boxeador ruso nacido el 4 de abril de 1959 en Karpinsk.

## Carrera
Campeón olímpico en categoría boxeo en los Juegos Olímpicos de Moscú 1980 en la categoría Peso minimosca en el triunfo final contra el cubano Hipólito Ramos, también ganó durante su carrera amateur en el Campeonato de Europa en Colonia 1979 y la medalla de bronce en Campeonato Europeo de Boxeo Amateur de 1981 en Tampere.

## Match
Juegos Olímpicos de Moscú 1980, categoría boxeo:
- Bat João Manuel Miguel (Portugal) 5-0

- Bat Dietmar Geilich (RDA) 4-1

- Bat Li Byong-Uk (Corée du Nord) 5-0

- Bat Hipólito Ramos (Cuba) 3-2